# Подгорний Сергій Петрович
Сергі́й Петро́вич Подго́рний (нар. 8 березня 1956, м. Луганськ) — український політик. Народний депутат України. Член ВО «Батьківщина», керівник департаменту Виконавчого секретаріату Політради.

## Освіта
У 1978 р. закінчив Луганський державний педагогічний інститут за фахом вчитель математики.

## Кар'єра
- 1976–1982 — учитель фізики і математики в СШ № 11 м. Луганська.
- 1979–1980 — служба в армії.
- 1982 — завідувач фільмотеки методичного кабінету Луганського міського відділу народної освіти.
- 1983–1993 — інспектор шкіл Луганського міського відділу народної освіти. Заступник директора 8-річної школи № 21 м. Луганська.
- 1993–1994 — спеціаліст з соціальних питань Луганської обласної ради профспілки працівників підприємств кооперації та інших форм власності.
- 1994–1997 — заступник директора ТОВ «Джерело». Референт директора ТОВ «Аврора» (м. Луганськ).
- 1997–1998 — помічник заступника голови Луганської обласної державної адміністрації.

Депутат Київської міської ради (квітень 2006–2007).
Довірена особа кандидата на пост Президента України Віктора Ющенка в ТВО № 46 (2004–2005).

## Партійність
1982 — серпень 1990 — член КПРС. Один із засновників «Демократичної платформи» в КПРС у Луганській області. Грудень 1990 — лютий 1996 — член ПДВУ, був головою Арбітражно-ревізійної комісії. 1992 — один із засновників об'єднання «Нова Україна», до 1999 — голова Луганської обласної організації. 1996–1999 — член НДП, 1997–1998 — голова Луганської обласної організації та член Політради. З травня 1999 — член правління ПРП. З листопада 1999 — член політичної партії «Яблуко», з 2000 — голова Луганської обласної організації, керівник секретаріату та заступник голови (червень 2003–2005).

## Сім'я
Одружений, має дочку.

## Парламентська діяльність
Народний депутат України 3-го скликання з 12 травня 1998 до 14 травня 2002 від НДП, № 21 в списку. На час виборів: помічник заступник голови Луганської обласної державної адміністрації, член НДП. Паралельно балотувався за виборчім округом № 104 Луганської області. З'явилося 60.3 %, «за» 2.5 %, 12 місце з 22 претендентів. Член фракції НДП (травень 1998 — червень 1999), член фракції ПРП «Реформи-центр» (червень — грудень 1999), позафракційний (грудень 1999 — вересень 2000), член фракції «Яблуко» (з вересня 2000). Член Комітету з питань регламенту, депутатської етики та організації роботи Верховної Ради України (липень 1998 — січень 2001), член Комітету з питань науки і освіти (з січня 2001).
Квітень 2002 — кандидат в народні депутати України від партії «Яблуко», № 7 в списку. На час виборів: народний депутат України, член Політичної партії «Яблуко».
Березень 2006 — кандидат в народні депутати України від «Блоку Юлії Тимошенко», № 146 в списку. На час виборів: керівник департаменту Виконавчого секретаріату Політради ВО «Батьківщина», член ВО «Батьківщина».
Народний депутат України 6-го скликання з 23 листопада 2007 до 12 грудня 2012 від «Блоку Юлії Тимошенко», № 132 в списку. На час виборів: тимчасово не працював, член ВО «Батьківщина». Член фракції «Блок Юлії Тимошенко» (з листопада 2007). Голова підкомітету з питань виборчого законодавства та об'єднань громадян Комітету з питань державного будівництва та місцевого самоврядування (з грудня 2007).